# 路德維希博物館
路德維希博物館（德語：Museum Ludwig）是位於德國城市科隆的一座博物館，主要收藏現代藝術的收藏品。博物館收藏眾多波普藝術，抽象藝術和超現實主義的藝術品，並且還擁有歐洲規模最大、世界規模第三大的畢卡索藏品。
博物館的創始人是路德維希夫婦--彼得·路德維希教授Peter Ludwig與艾琳·路德維希教授Irene Ludwig。二人自1957年起陸續將其藝術收藏向世界各地博物館捐贈或外借，並創建了多個以路德維希命名的博物館和藝術基金會。此後，他們於1976年正式向德國科隆市捐贈了藏品，同時在此基礎上建立了路德維希博物館。自2012年11月開始，博物館的館長是菲利普·凱撒。

## 延伸閱讀
- Thiemann, Barbara M. Nonconform: Russian and Soviet Artists 1958-1995, the Ludwig Collection. Prestel Publishing, 2007. ISBN 978-3-7913-3833-0.

## 外部連結
- Museum website (in English) （页面存档备份，存于）

50°56′27″N 6°57′37″E / 50.94083°N 6.96028°E